# Ostinat
Et ostinat er en musikalsk figur, der gentages i bestemte mønstre, populært udtrykt "kører i ring". Ostinater forbindes ofte med rytmisk musik, men er også grundlag for mange klassiske kompositioner.
I blues vil der indenfor de obligatoriske tolv takter ofte forekomme et gentagelsesmønster, som bygger på ostinater. Guitar, piano, bas og trommer, samt evt. mundharmonika danner tilsammen et mønster, hver af én takts varighed. Mange elementære guitar – riffs er ligeledes gentagelser, der forbliver inden for et fastlagt mønster, dvs. ostinater.
Gentagelsesmønstrene i Johann Sebastian Bachs fugaer er fastlagte stemmer, ofte opbygget som ostinater. Maurice Ravels Bolero ligeledes. I rockmusikken betegnes et ostinat, der udføres af et enkelt instrument, ofte som et riff.
| Musik | Spire Denne musikartikel er en spire som bør udbygges. Du er velkommen til at hjælpe Wikipedia ved at udvide den. |